# سوریاوانشی (فیلم ۲۰۲۱)
سوریاوانشی (به هندی: सूर्यवंशी) یک فیلم اکشن و جنایی هندی با بازی آکشی کومار و کاترینا کایف به کارگردانی روهیت شتی که در ۵ نوامبر ۲۰۲۱ اکران سینمایی شد.

## تولید و اکران فیلم
فیلم‌برداری اصلی در تاریخ ۶ مه ۲۰۱۹ در بمبئی آغاز شد، و سرانجام در ۳۰ نوامبر ۲۰۱۹ در حیدرآباد به پایان رسید.
این فیلم در ابتدا برای اکران در تاریخ ۲۴ مارس ۲۰۲۰ برنامه‌ریزی شده بود، اما به دلیل دنیاگیری ویروس کرونا اکران این فیلم بیشتر از یک سال به تعویق افتاد. این فیلم برای اکران در سینماها در ۳۰ آوریل ۲۰۲۱ برنامه‌ریزی شده بود. ولی در آوریل ۲۰۲۱، تاریخ اکران فیلم به دلیل افزایش موارد ویروس کرونا و قرنطینه در ماهاراشترا برای مدت نامعلومی به تعویق افتاد. سرانجام، سوریاوانشی در ۵ نوامبر ۲۰۲۱ مصادف با دیوالی در سینماها اکران شد.

## بازیگران
- آکشی کومار در نقش سوریاوانشی
- کاترینا کایف در نقش دکتر آدیتی[۶][۹]
- اجی دیوگن در نقش سربازرس سینگهام
- رانویر سینگ در نقش بازرس سیمبا
- گلشن گروور به عنوان عثمانی[۱۰]
- نیهاریکا رییزادا[۱۱][۱۲]
- جکی شروف[۱۳]
- سیکندر خیر[۱۴]
- نیکیتین دیر[۱۵]
- ویوان بهاتنا[۱۶]
- کومود میشرا[۱۷]
- راجندرا گوپتا
- جاوید جعفری[۱۸][۱۹][۲۰][۲۱][۲۲]

## خلاصه داستان
در فیلم سوریاوانشی : در سال ۱۹۹۳ میلادی، شهر بمبئی براثر انفجار پیاپی چهارده بمب به لرزه درآمد. یک افسر پلیس به نام کبیر شروف، ظرف مدت دو روز، توانست عاملان این حادثه تروریستی هولناک را شناسایی کند، اما...
سوریاوانشی (آکشی کومار) رئیس ستاد ضد تروریسم بمبئی و تیم وی با بازرس باجیرو سینگهام (اجی دیوگن) و سانگرام بالرائو (رانویر سینگ) به نیروهای خود پیوستند تا یک گروه تروریستی را که قصد حمله به بمبئی را دارد متوقف کند.